# Антонський Антон Антонович
Анто́н Антоно́вич Анто́нський (Прокопович; 1762, Прилуки — 6 червня 1848, Москва) — український й російський учений, педагог, просвітник, видавець і літератор.

## Життєпис
Антон Антонович Прокопович-Антонський народився в місті Прилуки (тепер Чернігівська область) в родині священика шляхетського походження. Освіту здобув у Києво-Могилянській академії; слухав курси найкращих її викладачів. У 1782 р. вступив до Московського університету. За успіхи в навчанні його двічі нагороджували срібними медалями. У 1784 р. став бакалавром Московського учительського інституту.
По закінченні університету працював ад'ютантом кафедри енциклопедії та натуральної історії, де першим почав викладати не латинською, а російською мовою. В 1790 р. став екстраординарним професором натуральної історії, з 1794 р.— ординарним професором і завідувачем кафедри сільського господарства і мінералогії. Упродовж 1808–1818 рр. шість разів обирався деканом фізико-математичного факультету. У 1818–1826 рр.— ректор Московського університету. З 1813 р. — член Російської академії наук.
Роботу в університеті творчо поєднував з роботою в Шляхетському університетському пансіоні, де обіймав посади професора, завідувача кафедри (з 1789 р.), інспектора (з 1791 р.) та директора (1818–1824 рр.). Доклав чимало зусиль для досягнення високого рівня освіти, залучав до цього найкращих викладачів університету. З пансіону вийшли відомі діячі й письменники В. А. Жуковський, В. Ф. Одоєвський та ін. Одночасно Антонський вів плідну наукову і педагогічну діяльність в Московському університеті, брав участь в роботі Російської академії.
Антон Антонович Антонський — автор багатьох праць, зокрема педагогічних: «Читання для серця і розуму», «Про виховання» та ін.

## Праці
- Прокопович-Антонський А. А. Три загадки // Вечерняя Заря. 1782. Ч. 3. ; 2. Прокопович-Антонський А. А. Слово о начале и успехах наук, и в особенности естественной истории. М., 1791 ;
- Прокопович-Антонський А. А. Слово о воспитании: Речь на акте Университета. М., 1798 ;
- Прокопович-Антонський А. А. О воспитании. М., 1818 ;
- Прокопович-Антонський А. А. Отчет о визитации училищ Рязанской губернии в 1805 г. // Труды Рязан. архив. комиссии. 1888. Т. 3. № 3.